# Spilargis ignicolor
Spilargis ignicolor là một loài nhện trong họ Salticidae.
Loài này thuộc chi Spilargis. Spilargis ignicolor được Eugène Simon miêu tả năm 1902.

## Phân loài
- Spilargis ignicolor bimaculata Strand, 1909